# 市川満友
市川 満友（いちかわ みつとも）は、安土桃山時代から江戸時代前期にかけての武将、旗本。
天正14年（1586年）、15歳の時に徳川家康に仕える。小田原征伐、九戸政実の乱、関ヶ原の戦い、大坂の陣などに参加し、関東入国後は、武蔵国高麗郡（現・埼玉県入間市新久）に陣屋を構えた。後に大番となり、寛永4年（1627年）11月3日、武蔵国高麗郡新久村158石及び新久村開発場20石、都筑郡福島村48石、男衾郡本田郷83石、比企郡古里村30石、下総国香取郡内山村47石及び内野村9石、葛飾郡米谷村40石、七次村3石の6郡において438石余の御朱印状を給い知行する。
満友の子孫は代々尾張徳川家に仕え、現在もなお愛知県 一宮市に子孫が存在する。
家紋は〇の中に一
寛永14年（1637年）1月20日に66歳で死去。法名は寒雪。